# Corno d'Africa (regione biogeografica)
Il Corno d'Africa è una regione biogeografica appartenente all'ecozona afrotropicale riconosciuta da Conservation International come hotspot di biodiversità; esso presenta una grande varietà di paesaggi, principalmente aridi, che ospitano un gran numero di specie endemiche.

## Definizione

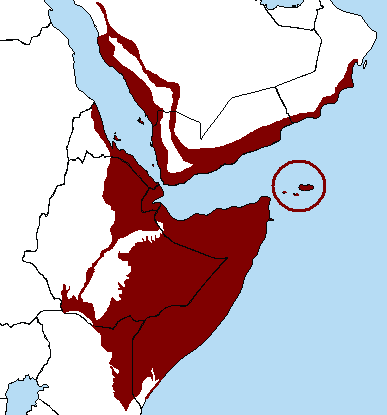
Il Corno d'Africa secondo Conservation International. La zona cerchiata corrisponde all'arcipelago di Socotra.

I confini dell'hotspot del Corno d'Africa, secondo l'accezione di Conservation International, non corrispondono a quelli del Corno d'Africa propriamente detto (ovvero la regione comprendente Somalia, Etiopia, Eritrea e Gibuti): infatti non comprendono l'intero territorio di Etiopia e Somalia, ma al contrario rientrano in esso le regioni di savana arida della penisola arabica. Delimitato in questo modo, l'hotspot riunisce uno spazio più omogeneo che comprende paesaggi molto specifici di savane aride e deserti.
La regione interessata si estende per 1659363 km² di superficie e comprende il Corno d'Africa in senso stretto nonché la parte sud-occidentale della penisola arabica. Rientrano nei suoi confini l'Eritrea orientale e meridionale, Gibuti, l'Etiopia orientale (regioni dei Somali, di Dire Daua, di Harar, degli Afar e parte meridionale della regione di Oromia), la Somalia (eccetto l'estremità sud-occidentale) e l'estremità nord-orientale del Kenya. Nella penisola arabica appartiene ad essa la fascia costiera che va dall'Oman orientale alla metà meridionale dell'Arabia Saudita, comprendendo anche i monti Sarawat e l'arcipelago di Socotra (Yemen).

## Caratteristiche

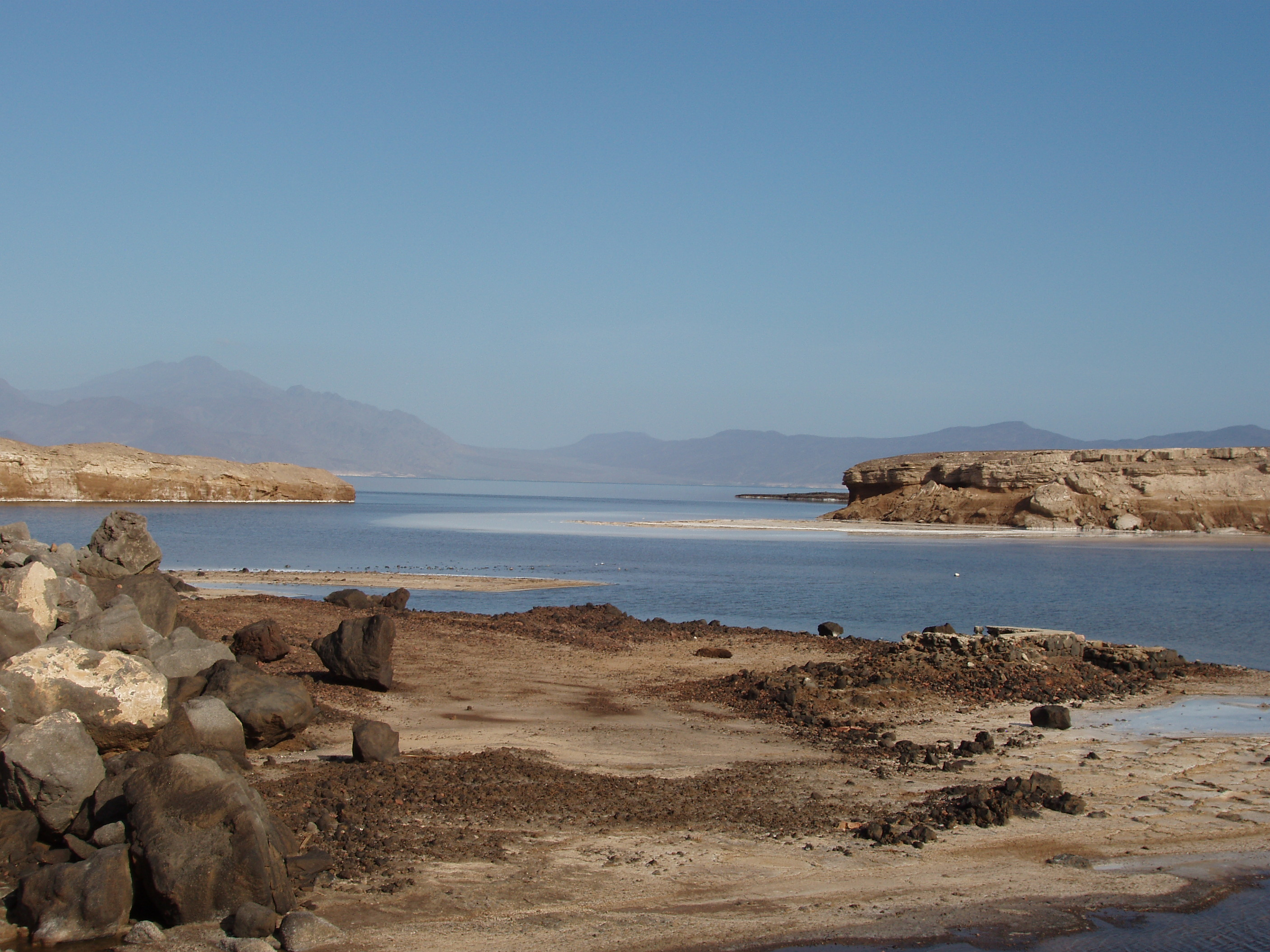
Il lago Assal a Gibuti è il punto più basso del continente africano.

Come è stato detto in precedenza, il clima di questa regione è arido e semiarido. Le precipitazioni variano dai 100 mm del deserto della Dancalia ai 450 mm circa di Mogadiscio. Le temperature variano tra 25 e 35 °C, ma possono raggiungere punte estreme vicine ai 50 °C. Inoltre, nonostante la vasta superficie della regione, la maggior parte della copertura vegetale è localizzata in aree abbastanza piccole e alcune zone, come il triangolo di Afar, ne sono quasi prive. La vegetazione dominante è costituita da savane aride di Acacia e di Commiphora, ma non sono assenti altri tipi di paesaggi: boscaglie sempreverdi, boscaglie di succulente, foreste e boschi aridi sempreverdi, praterie aride, nonché dune di sabbia o gole rocciose nelle parti più desertiche. È possibile trovare anche piccole aree di mangrovie sulla costa e foreste ripariali lungo i fiumi principali, come l'Uebi Scebeli o l'Auasc. I rilievi non sono molto marcati. Sebbene vi siano altopiani elevati, soprattutto in Etiopia, si tratta spesso di aree relativamente pianeggianti, anche se situate a più di 2000 m, ma che non hanno nulla a che vedere con la morfologia aspra delle zone afromontane limitrofe. Più in generale, comunque, l'altitudine supera raramente i 1000 m. Altrettanto numerose sono le zone situate sotto il livello del mare, in particolare nel triangolo di Afar, dove si trova il lago Assal, a Gibuti, che, con i suoi 155 m sotto il livello del mare, costituisce il punto più basso del continente africano.

## Biodiversità

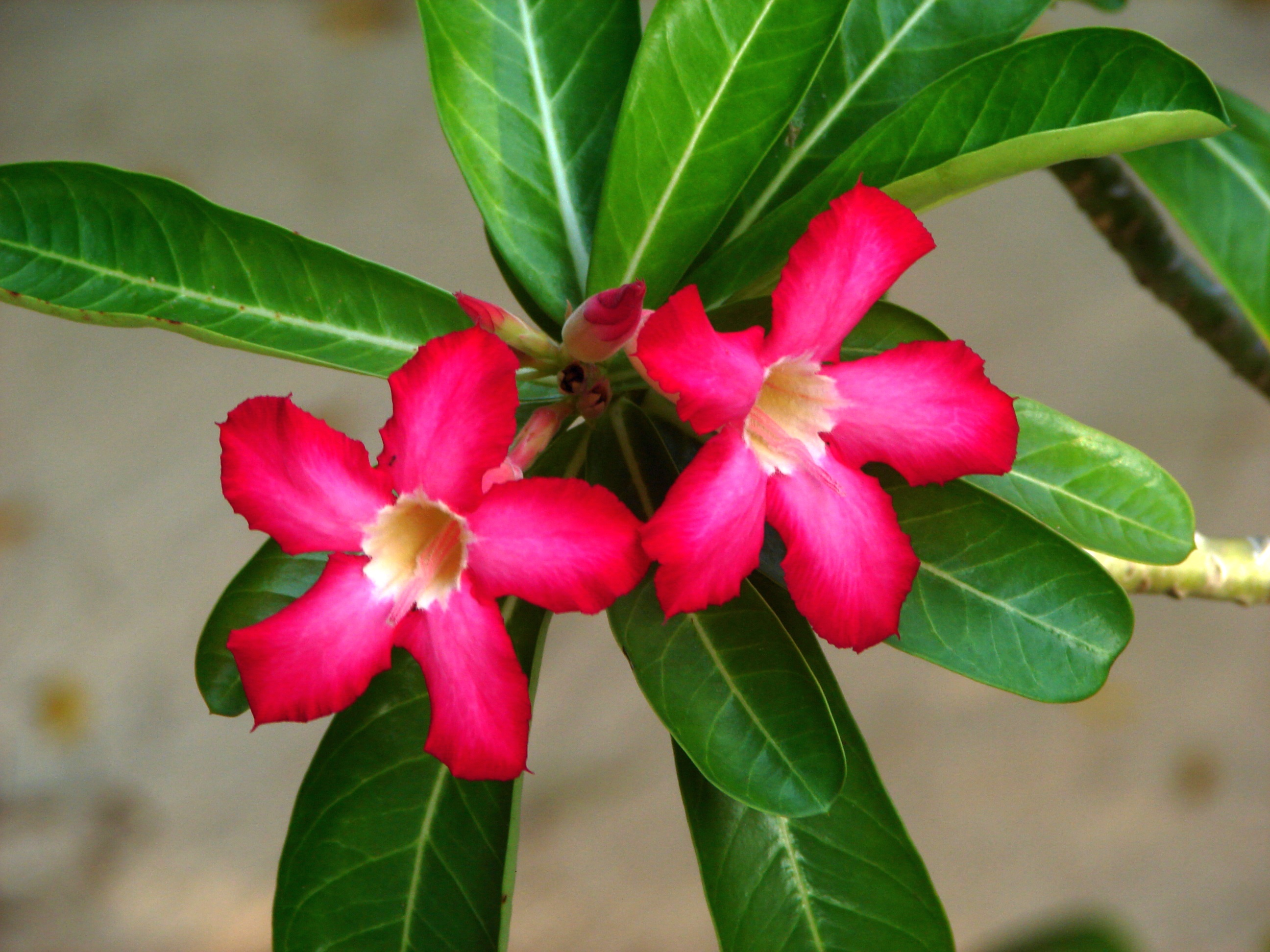
Adenium obesum è una delle numerose piante endemiche dell'isola di Socotra.

Sebbene sia generalmente arido, questo hotspot presenta comunque una ricca biodiversità. Inoltre, è evidente una certa somiglianza tra la flora del Corno d'Africa e quella del Karoo succulento – un altro hotspot interamente desertico –, il che suggerisce che queste due regioni potrebbero essere state collegate da un corridoio arido durante il Pleistocene. Un buon esempio di questo è costituito dal genere Adenium, che presenta 2 specie nel Corno d'Africa e altre 2 nelle regioni aride dell'Africa australe.
La diversità vegetale è notevole. Anche se nell'area sono già state censite quasi 5000 specie di piante vascolari le ricerche sono tuttora in corso ed è probabile che ci siano ancora molte specie da scoprire, come nel caso del Cyclamen somalense, scoperto solo nel 1986. Tra le piante vascolari si segnalano 2750 specie endemiche, pari al 55% del totale. La maggior parte delle specie endemiche si concentrano nella Somalia settentrionale e nell'arcipelago di Socotra: 13 dei 60 generi endemici dell'hotspot sono specifici dell'arcipelago di Socotra. Esistono anche 2 famiglie endemiche: le Barbeyaceae, con Barbeya oleoides, comune e largamente diffusa, e le Dirachmaceae, con due specie minacciate, Dirachma socotrana di Socotra e Dirachma somalensis della Somalia centrale.
Tra le altre specie degne di nota ricordiamo il Dendrosicyos socotrana, endemico di Socotra, con il suo tronco massiccio perfetto per trattenere l'acqua. Il daban o palma di Bankoualé (Livistona carinensis) costituisce invece una stranezza biogeografica, essendo l'unico rappresentante nella regione di un genere confinato alla zona indo-pacifica. Purtroppo lo sfruttamento del suo legno, utilizzato nelle costruzioni, ha fatto sì che sia ormai divenuto raro e localizzato. Lo yeheb (Cordeauxia edulis) è un arbusto con fiori gialli e semi molto nutrienti che si trova sui terreni sabbiosi dell'Etiopia orientale e della Somalia centrale. È una pianta molto importante in queste zone aride, dato l'apporto nutritivo fornito dai suoi semi. Grazie alla sua posizione, il Corno d'Africa è stato per millenni al centro dei traffici commerciali e veniva visitato regolarmente da mercanti arabi, indiani ed europei; non sorprende che molte delle piante di questa regione venissero utilizzate nella farmacopea o nella fabbricazione di aromi. È il caso dell'incenso (Boswellia sacra), presente in Somalia, Yemen e Oman, della mirra (Commiphora myrrha e C. guidottii), presente in Somalia ed Etiopia, e dell'albero del drago di Socotra (Dracaena cinnabari), molto minacciato ed endemico dell'isola omonima. Queste tre specie vengono tuttora utilizzate per la loro resina odorosa o dalle proprietà coloranti e rappresentano un'importante fonte di reddito per i paesi interessati, in particolare per la Somalia.

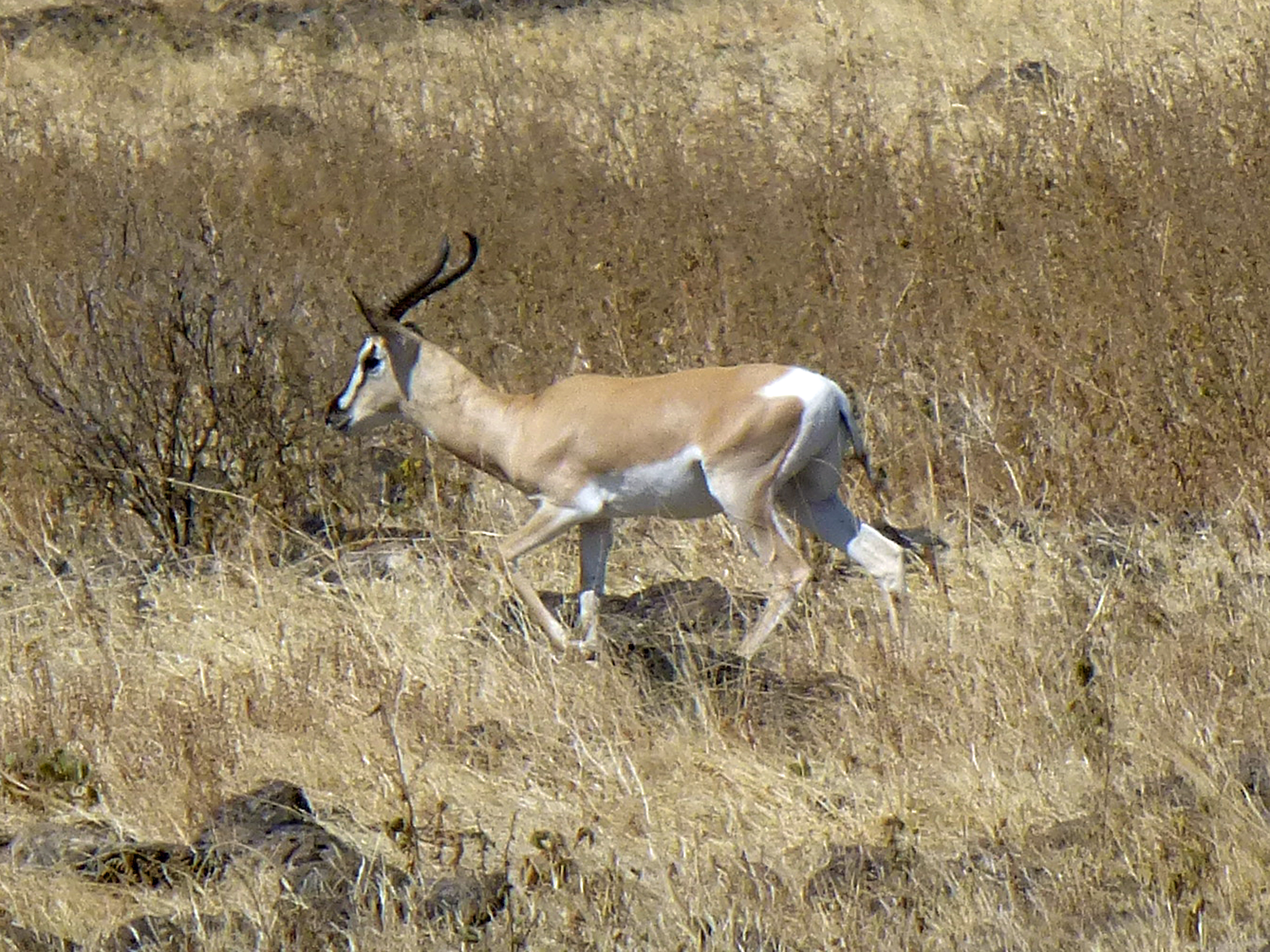
La gazzella di Sömmerring (Nanger soemmerringii), endemica della regione.

Delle 220 specie di mammiferi che vivono in questo hotspot, 20 sono endemiche. Tra queste vi sono diverse specie di antilopi: il beira (Dorcatragus megalotis), l'antilope di Clarke (Ammodorcas clarkei), la gazzella di Speke (Gazella spekei) e il dik-dik argentato (Madoqua piacentinii). La regione ospita anche una sottospecie di asino estremamente minacciata, l'asino della Somalia (Equus africanus somaliensis). Esistono anche 5 specie appartenenti a generi monospecifici endemici: oltre ai già menzionati beira e antilope di Clarke, il gerbillo pigmeo della Somalia (Microdillus peeli), l'ammodillo (Ammodillus imbellis) e il gundi di Speke (Pectinator spekei). Il primate più emblematico della regione è sicuramente il babbuino amadriade, presente anche nel sud-ovest della penisola arabica.
Il Corno d'Africa presenta il maggior numero di endemismi nell'avifauna di tutta l'Africa, con più di 70 specie specifiche di questa regione. Tuttavia, l'hotspot del Corno d'Africa sensu strictu non include la regione dell'acrocoro etiopico, dove è concentrato il maggior numero di endemismi. Ciononostante l'area conta non meno di 697 specie di uccelli con 24 specie endemiche. Qui vi sono inoltre 4 Endemic Bird Area (EBA): la costa della Somalia centrale (Somalia), le montagne della Somalia settentrionale (Somalia), la valle dei fiumi Giuba e Uebi Scebeli (Somalia, Etiopia, Kenya) e Socotra (Yemen). Quest'ultima in particolare conta 5 specie endemiche, tra cui il beccogrosso alidorate (Rhynchostruthus socotranus). Tra le specie più minacciate figurano il francolino di Gibuti (Pternistis ochropectus), endemico del paese omonimo, il fanello del Warsangli (Linaria johannis), l'allodola di Ash (Mirafra ashi) e l'allodola di Archer (Heteromirafra archeri).
Delle 285 specie di rettili presenti nella zona, 93 non si trovano altrove, rappresentando un endemismo di quasi il 33%. Tra queste vi sono 6 generi endemici: Haackgreerius e Aeluroglena, rispettivamente uno scinco e un serpente della Somalia. Altri tre generi endemici sono specifici di Socotra: 2 specie di geco riunite nel genere Haemodraco e due generi monospecifici di serpenti, Ditypophis e Pachycalamus.
Data l'estrema aridità del Corno d'Africa, si rileva la presenza di solo 30 specie di anfibi, anche se 6 di queste sono endemiche. L'unico genere endemico è monospecifico e comprende Lanzarana largeni, propria della Somalia. Stranamente, a Socotra non ci sono anfibi. Delle 100 specie di pesci d'acqua dolce presenti nella regione, 10 sono endemiche, comprese 3 forme troglobie.

## Minacce e conservazione
Il Corno d'Africa è uno degli hotspot di biodiversità più degradati del mondo: solo il 5% della sua superficie totale può considerarsi incontaminato. La pressione antropica è intensa. Una delle minacce principali è il diffuso sfruttamento dei terreni come pascolo per capre, pecore e cammelli, che contendono le poche risorse disponibili agli animali selvatici, soprattutto attorno ai punti di abbeverata. L'agricoltura itinerante, pratica altrettanto catastrofica, consiste nel disboscare e incendiare tratti di savana naturale per coltivare la manioca, soprattutto nella Somalia centrale e meridionale. Un'altra grave minaccia che grava sulla diversità del Corno d'Africa è la massiccia distruzione delle piante legnose per ricavare carbone sia per uso domestico che per l'esportazione verso i paesi del Golfo Persico. La specie più comunemente utilizzata è l'Acacia bussei, un'essenza piuttosto comune le cui foreste cominciano a essere fortemente degradate, con rischio di squilibrio ecologico. L'agricoltura lungo i fiumi, in particolare nella Rift Valley, rappresenta una minaccia per gli ambienti ripariali. Tuttavia, il fattore di rischio più grave in quest'area è rappresentato, in definitiva, dai numerosi problemi di instabilità e corruzione che impediscono una rigorosa conservazione degli ambienti minacciati. In effetti, la maggior parte dei paesi di quest'area versa in condizioni economiche o politiche tese, in primis la Somalia, considerata sia il paese più corrotto che quello meno sviluppato del mondo. Inoltre, il clima arido e le piogge molto irregolari gettano quasi 12 milioni di persone in una terribile carestia che continua a far accrescere il numero dei rifugiati, rendendo quindi ancora più marginali i problemi correlati alla tutela dell'ambiente. A Socotra il problema principale è la persistente siccità, che impedisce il rinnovamento delle grandi specie arboree, come l'albero del drago. Inoltre, lo sviluppo delle infrastrutture sull'isola (strade, porto, aeroporto) minaccia la flora autoctona, malgrado il forte potenziale per lo sviluppo dell'ecoturismo. Infine, la mancanza di controllo sulla caccia, in particolare agli ungulati, rappresenta una minaccia in tutto quanto l'hotspot.
L'hotspot conta non meno di 41 aree che proteggono circa il 9% della superficie, ma solo un terzo di esse figura tra quelle classificate nelle categorie da I a IV dalla IUCN. Come in gran parte dell'Africa, il rigore della tutela è assicurato in maniera più o meno aleatoria. In Oman, ad esempio, sono da ricordare la riserva naturale di al Wusta, che ospita l'orice bianco (Oryx leucoryx), o la riserva naturale di Jebel Samhan, nota per la sua popolazione di leopardo arabo (Panthera pardus nimr), una sottospecie gravemente minacciata. Tra i numerosi parchi e riserve etiopi situate in questo hotspot ci sono il parco nazionale dell'Auasc e il parco nazionale di Yangudi Rassa. Per quanto riguarda la Somalia, nonostante esistano effettivamente delle aree protette, la guerra civile scoppiata nel 1991 e la difficile situazione in cui ha lasciato il paese fanno sì che non esista una vera politica di tutela ambientale. A Gibuti, il parco nazionale della Foresta di Day, con i suoi 100 km², è l'unica riserva del paese. Come possiamo vedere, la protezione di questo hotspot è generalmente insufficiente e le azioni sono inadeguate. Solo azioni massicce e mirate per la conservazione delle specie e degli ecosistemi potrebbero consentire una reale protezione degli ambienti naturali del Corno d'Africa ma, più in generale, sarebbe necessario fornire un ambiente sociale migliore per le popolazioni di questi paesi, spesso politicamente instabili. L'unica area che ha ricevuto un massiccio sostegno internazionale in questo hotspot è l'isola di Socotra, che non solo è stata inserita all'interno della Rete mondiale di riserve della biosfera, ma nel periodo 2003-2009 è anche stata oggetto di un progetto del Programma delle Nazioni Unite per lo sviluppo (UNDP) chiamato Sustainable Development and Biodiversity Conservation for the People of Socotra Island per dare supporto agli abitanti nella conservazione delle inestimabili risorse naturali dell'isola. Tale progetto è stato finanziato congiuntamente dal Governo italiano e dall'UNDP.